# Greenwood (Louisiana)
Greenwood è un comune degli Stati Uniti d'America, situato nello Stato della Louisiana, in particolare nella parrocchia di Caddo.